# Zbynice
Zbynice jsou malá vesnice, část obce Hrádek v okrese Klatovy v Plzeňském kraji. Nachází se asi 2,5 kilometru severně od Hrádku. Je zde evidováno 48 adres. V roce 2011 zde trvale žilo 81 obyvatel.
Zbynice jsou také název katastrálního území o rozloze 5,34 km².

## Historie
První písemná zmínka o vesnici pochází z roku 1226 v souvislosti s Doksanským klášterem. V roce 1407 pak Jan ze Zbynic. V roce 1483 získává Zbynice Johanka z Rizmberku. V roce 1654 jsou Zbynice uváděny součástí hrádeckého panství. Původní nejstarší část vsi Zbynice byla Hoříška. Ve střední části v Dolíšce byly dva zemanské dvory. Statky kolem kostela tvořily zádušní dvůr doksanského kláštera. Domkáři a chalupníci byli v Chalupách.

## Obyvatelstvo
| Rok            | 1869 | 1880 | 1890 | 1900 | 1910 | 1921 | 1930 | 1950 | 1961 | 1970 | 1980 | 1991 | 2001 | 2011 | 2021 |
| -------------- | ---- | ---- | ---- | ---- | ---- | ---- | ---- | ---- | ---- | ---- | ---- | ---- | ---- | ---- | ---- |
| Počet obyvatel | 360  | 317  | 352  | 308  | 288  | 271  | 253  | 172  | 166  | 136  | 114  | 79   | 71   | 81   | 75   |
| Počet domů     | 47   | 48   | 48   | 48   | 49   | 49   | 49   | 50   | 50   | 40   | 37   | 43   | 46   | 44   | 47   |

## Obecní správa
Při sčítání lidu v letech 1850–1960 Zbynice byly samostatnou obcí v okrese Klatovy. V letech 1961–1976 byly částí obce Čejkovy v okrese Klatovy. Od 30. dubna 1976 jsou částí obce Hrádek v okrese Klatovy.

## Pamětihodnosti
- Zbynický starobylý a v původu románský kostel Zvěstování Panny Marie býval v minulosti velmi oblíbeným poutním místem v šumavském podhůří.
- Fara čp. 1
- Na jihovýchod od obce se nachází chráněná přírodní památka Zbynické rybníky.

## Osobnosti
- Na hřbitově ve Zbynicích je pohřben teolog Vladimír Boublík.

## Fotogalerie

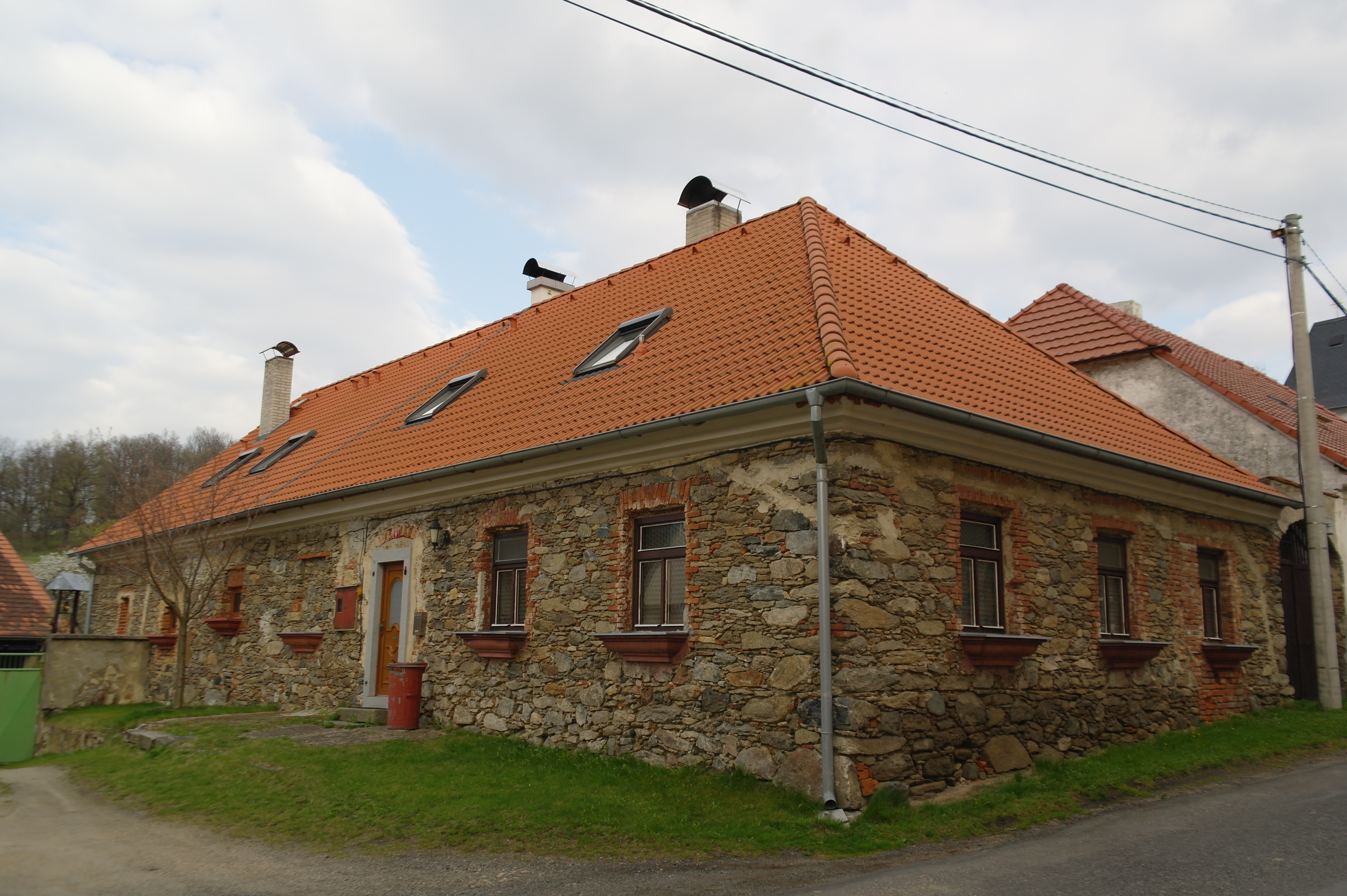
Místní dům
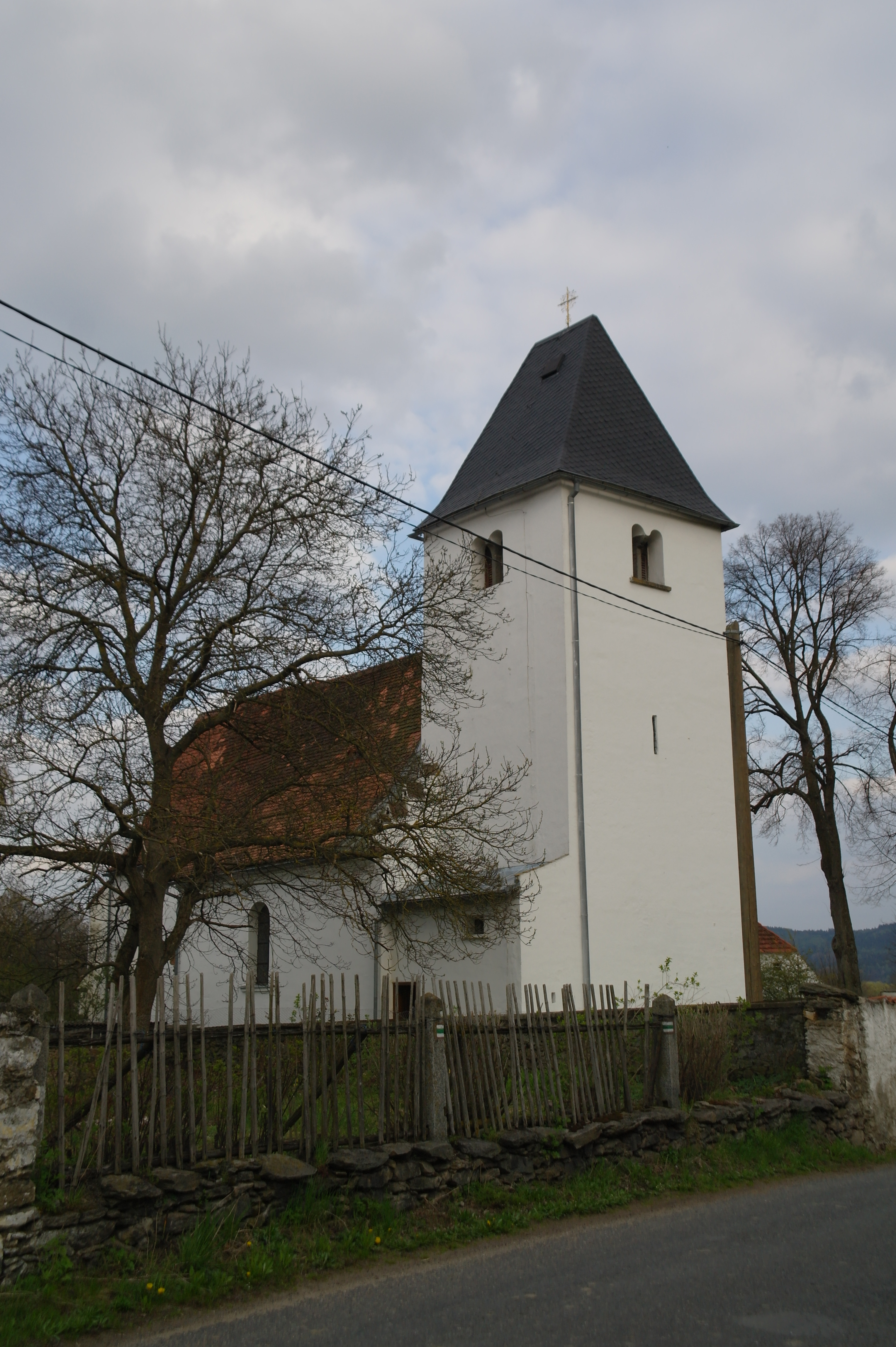
Kostel Zvěstování Panny Marie
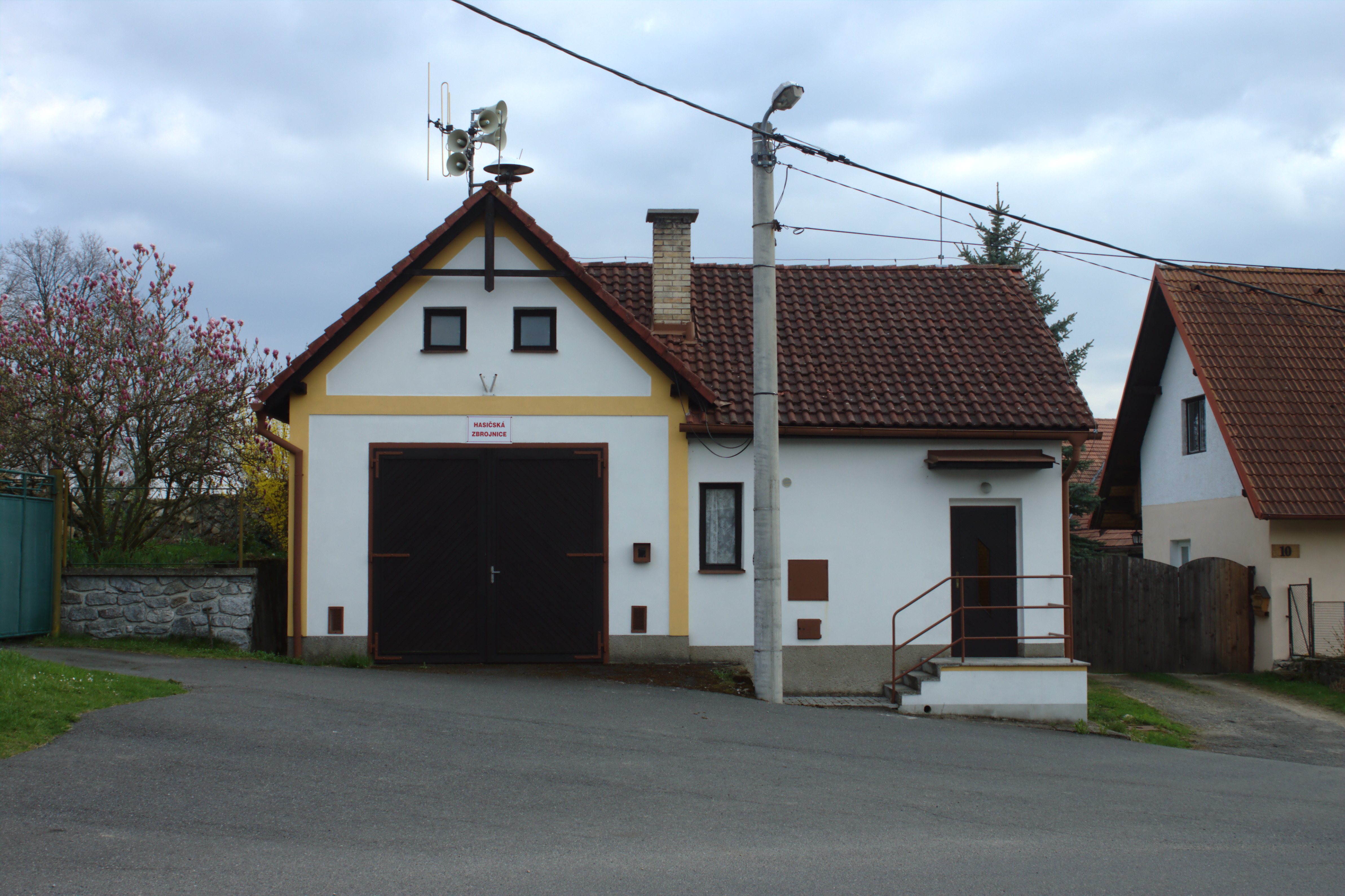
Hasičská zbrojnice